# Takumi Morikawa
Takumi Morikawa (森川 拓巳?, Morikawa Takumi; Prefettura di Shizuoka, 11 luglio 1977) è un ex calciatore giapponese, di ruolo difensore.